# Économie de la Nouvelle-Zélande
L’économie de la Nouvelle-Zélande, pays développé prospère, repose principalement sur le secteur tertiaire notamment le tourisme (on a recensé plus de 2 millions de touristes en 2012) même si le secteur primaire, via l'agriculture et le secteur minier, y joue un rôle plus important que dans les autres pays développés. Le pays est fortement dépendant du commerce international, notamment avec l'Australie, les pays membres de l'Union européenne, les États-Unis, la Chine, la Corée du Sud et le Japon. Les réformes de libéralisation des dernières décennies ont supprimé les barrières empêchant l'investissement étranger. En 2005, la Banque mondiale déclare que la Nouvelle-Zélande est le pays le plus accueillant pour faire des affaires, avant Singapour,.

Le Nouvelle-Zélande est la 64e puissance économique mondiale selon la Central Intelligence Agency en 2012.
Les réformes économiques lancées en Nouvelle-Zélande depuis le début des années 1980, notamment par l'ancien ministre des finances Roger Douglas ont permis la libéralisation économique du pays, autrefois tourné vers l'interventionnisme et le protectionnisme économique.
Selon le Fonds monétaire international, la Nouvelle-Zélande a un produit intérieur brut par habitant en parité de pouvoir d'achat de 29 730 dollars américains, ce qui place le pays au 32e rang mondial.
L'économie est fortement à la hausse depuis les années 2000, avec l'apparition de plusieurs industries très importantes. Le taux de chômage y est relativement bas (6 % en 2013 contre 11,5 % en 1991).
La Nouvelle-Zélande fait partie de la Coopération économique pour l'Asie-Pacifique (APEC), de l'Organisation de coopération et de développement économiques (OCDE) et Organisation mondiale du commerce (OMC).

## Historique
L'économie néo-zélandaise s'est historiquement construite sur une gamme étroite de matières premières telles que la laine, la viande et les produits laitiers. Par exemple, les exportations de produits laitiers représentaient 22 % des exportations totales de la Nouvelle-Zélande en 1920 tandis qu'elles avaient augmenté jusqu'à 42 % des exportations totales en 1930.
Depuis les années 1930, la Nouvelle-Zélande a développé une politique économique protectionniste et interventionniste. Des réformes conséquentes de libéralisation économique dans les années 1980 et le début des années 1990 ont inversé cette situation et ont fait de la Nouvelle-Zélande un des pays les plus libéraux au monde, considéré comme un modèle de libre-échange. La qualité de vie néo-zélandaise a fortement progressé pendant l'après-guerre, période durant laquelle les demandes en matières premières explosèrent. L'un des exemples les plus marquants de cette demande internationale de matières premières en faveur de la Nouvelle-Zélande est le boom de la laine (wool boom en anglais).

### 1950: lewool boom
Le wool boom (« boom de la laine ») en 1951 est l'un des booms économiques les plus importants de l'histoire néo-zélandaise, et le résultat direct de la politique américaine durant la guerre de Corée. En 1950, les États-Unis cherchent à acheter d'importantes quantités de laine afin de compléter leurs stocks stratégiques. Cette demande mène à la hausse la plus importante du prix de la laine en Nouvelle-Zélande. Les prix triplent du jour au lendemain. Cet événement, bien que relativement court, a permis aux fermiers néo-zélandais de fortement prospérer.
En juillet 1967, la livre néo-zélandaise est remplacée par le dollar néo-zélandais ; en novembre suivant, la monnaie est dévaluée de 20 % pour s'aligner sur le dollar australien.

### Entrée du Royaume-Uni dans la CEE
L'entrée du Royaume-Uni dans la Communauté économique européenne marque en 1973 un profond changement dans l'économie néo-zélandaise. La Nouvelle-Zélande, ancien dominion se tournait alors majoritairement vers son ancienne métropole pour ses exportations. En 1910, les exportations en direction du Royaume-Uni représentent 84 % des exportations totales. De 1910 à 1972, les exportations vers le Royaume-Uni descendent à 30,5 % des exportations totales. On observe dès lors une chute libre de la part des exportations vers le Royaume-Uni. En 1973, année de l'intégration du Royaume-Uni à la CEE, la part des exportations a déjà chuté pour atteindre 26,8 %, 20,6 % en 1974, 18,9 % en 1975. À l'orée des années 1990, les exportations vers le Royaume-Uni ne représentent plus que 6,5 % des exportations totales néo-zélandaises. En partie à cause de l'intégration du Royaume-Uni dans la CEE, la Nouvelle-Zélande fait face à un déclin de ses performances économiques. Le produit intérieur brut par habitant en parité de pouvoir d'achat, qui représente en 1970 115 % de la moyenne de l'OCDE décline à 80 % en 1990. À partir de 1973, la Nouvelle-Zélande est forcée de se tourner vers d'autres secteurs d'exportation, notamment les États-Unis, l'Australie et le Japon.

### Régulation et État-Providence
Depuis les années 1930, l'économie-zélandaise a une histoire marquée par la régulation, l'étatisme, le protectionnisme et les subventions. Cette politique interventionniste débute en 1935, quand le premier gouvernement travailliste, puis le premier gouvernement conservateur, introduisent un système de sécurité sociale qui a pour l'époque un champ d'application très large (des pensions de retraite aux assurances chômages en passant par la gratuité scolaire et l'assurance maladie couverte par l'État, tout en réglementant l'industrie et les importations et obligeant l'appartenance à un syndicat.
Cette tendance à la régulation est acceptée par les deux principaux partis politiques (Labour, parti travailliste et le National, parti conservateur) jusque dans les années 1950, bien que des critiques pointent les effets négatifs de ces politiques sur l'économie générale et prétendent qu'elles sont la source de l'émigration des Néo-Zélandais.
Dans les années 1960, la Nouvelle-Zélande subit des difficultés économiques. Fortement dépendante du commerce vers son ancienne métropole, le Royaume-Uni, la part des exportations totales vers ce dernier chute de 39 % entre 1955 et 1973 (voir plus haut).
La plupart des restrictions économiques mises en place pendant le règne de l'État-Providence s'étendent jusqu'au début de la deuxième moitié du XXe siècle. Cependant, les réformes menées dans les années 1980 et le début des années 1990 inverseront cette situation. Il faut attendre les années 1980 et le début des années 1990 pour observer un changement total des politiques économiques gouvernementales.

### De 1975 à 1984: le déclin économique
Marquée par l'abandon du commerce extérieur avec le Royaume-Uni, la Nouvelle-Zélande subit aussi de plein fouet les chocs pétroliers de 1973 et de 1979. Même si la Nouvelle-Zélande dispose de petites réserves d'hydrocarbures, elle est confrontée à un anéantissement de sa croissance économique. Des mesures draconiennes d'économie d'énergie sont prises : suspension de vente d'essence les week-ends, les journées sans automobile ou la limitation de la vitesse à 80 km/h. Le taux d'inflation atteint 18 % en 1976. Le système de retraites est modifié, entraînant un mécontentement populaire. La balance commerciale est largement déficitaire en 1975. Le gouvernement en place, mené par Bill Rowling tente de combler ce déficit et de subventionner l'économie par la dette.
Face aux échecs successifs des deux gouvernements travaillistes de Norman Kirk et Bill Rowling pour redresser l'économie, Robert Muldoon, conservateur, est élu en 1975. Au début des années 1980, Muldoon lance la politique interventionniste du Think Big. Le Think Big ("Penser grand") est un plan de relance visant à financer des grands travaux (transformation du gaz naturel en essence synthétique, construction de barrage hydroélectrique et d'usines afin de diversifier l'économie néo-zélandaise par l'émergence du secteur secondaire. Souhaitant réduire l'inflation, le gouvernement Muldoon gèle les salaires, établit le contrôle des prix malgré le scepticisme régnant chez les économistes,. Afin d'équilibrer le commerce extérieur néo-zélandais, il augmente les taxes sur les importations. Il refuse jusqu'à la fin de son mandat de dévaluer le dollar néo-zélandais, ce qui mènera à la crise constitutionnelle néo-zélandaise de 1984. Si le Think Big permet la création d'infrastructures énergétiques durables et encore utilisées aujourd'hui, la politique économique de Muldoon est un échec et la situation du pays n'est pas améliorée à son départ, en 1984 : 130,000 chômeurs, baisse de la croissance économique et inflation atteignant 12 %,.

### De 1984 aux années 1990: la libéralisation

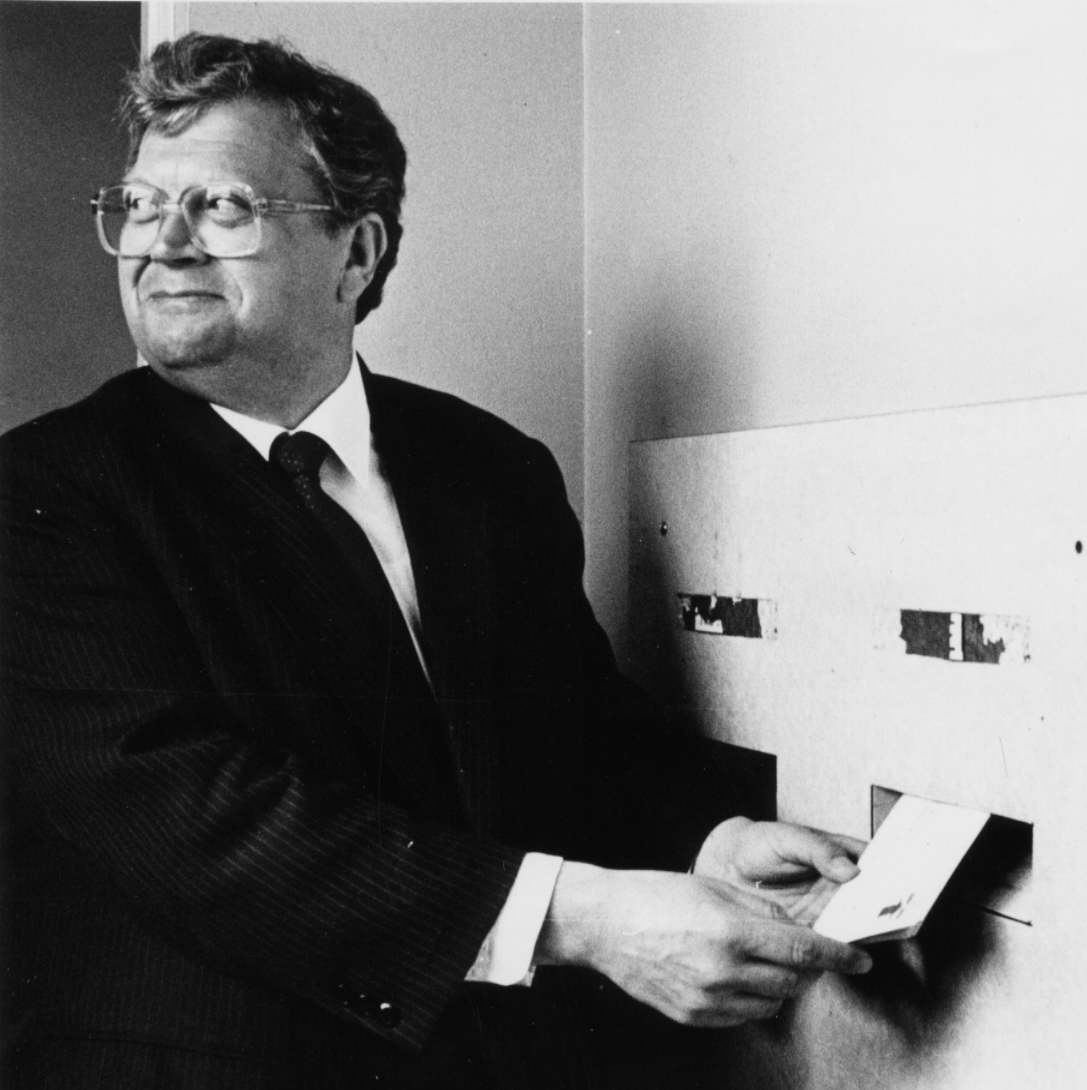
David Lange, premier ministre travailliste de 1984 à 1987

La Nouvelle-Zélande est dans un état de quasi-faillite au début des années 1980, son endettement représente 80% du PIB et le chômage ne cesse de croître. Le pays est surnommé « l'Albanie du Pacifique » en raison d'une économie excessivement réglementée : les voitures sont taxées à 200 %, le syndicalisme est obligatoire et la consommation d'alcool prohibée après 18 heures dans les pubs. Le gouvernement conservateur de Robert Muldoon fixe les prix et les salaires, et emprunte considérablement pour faire survivre l'État-providence.
C'est dans ce cadre de sérieuses difficultés économiques que les travaillistes prennent le pouvoir avec une large majorité en 1984. Le premier ministre David Lange s'entoure de jeunes politiciens, dont Roger Douglas en tant que ministre des finances. Le gouvernement lance alors une politique de libéralisation de l'économie dans un pays où, depuis les années 1930, l'implication de l'État dans l'économie est habituellement beaucoup plus importante que dans d'autres pays occidentaux.
Le premier budget proposé par le gouvernement Lange inclut notamment une baisse significative de l'impôt sur le revenu. Le poids des impôts directs sur la masse salariale passe de 66 à 33 %. Les taxes à l'importation protégeant les agriculteurs néo-zélandais de la concurrence sont supprimées. Des entreprises publiques sont privatisées (notamment la compagnie aérienne Air New Zealand en 1989), un accord de libre-échange est signé avec l'Australie en 1990. Des économies sont faites en remodelant la sécurité sociale néo-zélandaise à l'aide de coupes budgétaires substantielles,.
Les subventions dans plusieurs domaines (notamment agricole) sont entièrement supprimées et des missions ministérielles sont sous-traitées par des entreprises privées. Cette libéralisation fait aujourd'hui de l'économie néo-zélandaise l'une des plus libérales au monde. Ces mesures orientent la Nouvelle-Zélande d'une économie agraire dépendant du marché britannique vers une économie de marché libre diversifiée et ouverte sur le monde. De 1984 à 1990, l'inflation passe de 12 % à 3 %. Ces mesures sont surnommées Rogernomics. Par la suite, des systèmes de chèques éducation sont créés, les effectifs de l'administration publique sont réduits de 66 %. La part de l'État dans le PIB passe de 44 % à 27 % et la dette publique passe de 63 % à 17 % du PIB. Les syndicats perdent leur exemption d'impôts et les travailleurs ne sont plus forcés d'y adhérer et les textes de loi sont simplifiés.
La croissance économique reste cependant relativement faible à la fin des années 1980 et le chômage est élevé à cause de faillites courantes d'entreprises trop fragiles ou dépendantes des subventions. Si le gouvernement travailliste de David Lange est désavoué aux élections de 1990, donnant la place à un gouvernement conservateur mené par Jim Bolger, ce dernier continue à privatiser les entreprises publiques et à réduire la sécurité sociale. Il est aisé de rapprocher et de comparer les politiques de Roger Douglas à celles de Margaret Thatcher au Royaume-Uni.
Après deux années de récession (1990 à 1992), la Nouvelle-Zélande retrouve la croissance à un taux de 4,8% en 1993 puis de 6% en 1994, ce qui en fait un des taux les plus élevés des pays membres de l'OCDE. L'inflation est maitrisée puisqu'elle s'est installée durablement sous la barre des 2% et le taux de chômage est ramené à 7% en 1994 et continue à descendre à 6,1% en 1996. Enfin, les finances publiques sont assainies : le budget devient excédentaire en 1995, les surplus servent à rembourser la dette extérieure de l'État et la dette publique ne dépasse pas 27% du PIB.
Les réformes sont fortement soutenues par les agriculteurs néo-zélandais, où les subventions ont été supprimées : Malcolm Bailey, le président de la Fédération néo-zélandaise d'exploitants agricoles dans les années 1990, affirme qu'aucun agriculteur néo-zélandais ne souhaite revenir à l'ancien système et la réforme agraire de 1984 a été qualifiée de « choc salutaire ». Les exportations sont à nouveau florissantes : elles connaissent une hausse de 30% en volume de 1991 à 1997. Quoiqu'elles soient encore axées pour moitié sur des produits de base, elles connaissent une large diversification dans leurs structures et dans leurs destinations. Le taux de croissance des exportations de produits transformés à la fin des années 1990 se maintient autour de 10% et les marchés asiatiques représentent 40% des exportations totales.
Le nombre d'entreprises individuelles a considérablement augmenté dans les années 1990 : 85% des entreprises emploient moins de 10 salariés en 1999. Selon un sondage réalisé en 1997, seulement 11% des moins de 35 ans estiment normal que les chômeurs bénéficient d'une allocation. Les réformes entreprises depuis 1984 font un large consensus au sein de la classe politique et la scène politique en est profondément remodelée : lors des élections générales de 1999, les représentants du parti travailliste déclarent : « Si nous remportons les élections, nous ne reviendrons pas à une économie plus contrôlée ; nous poursuivrons la réalisation d'un marché libre mais à un rythme moins rapide que celui suivi antérieurement ».
Cependant, si les réformes économiques permirent à la Nouvelle-Zélande de sortir d'une situation de proche de la faillite, elles s'accompagnent de plusieurs problèmes sociaux : le taux de suicide des jeunes augmente brusquement jusqu'à rejoindre l'un des plus hauts au monde, avant de redescendre à une moyenne plus basse dans les années 2010 selon les chiffres de l'OMS. Le désengagement de l'État s'est également traduit par un durcissement des conditions d'allocations de chômage et une réforme complète de l'aide aux familles qui ont creusé l'écart entre les plus riches et les plus démunis, ceux-ci se tournent désormais vers l'allocation d'invalidité ou de parent isolé.
En parallèle de cette politique de libéralisation, le gouvernement conservateur de Jenny Shipley en 1997 cherche à corriger ces effets et dérives en débloquant sur trois ans près de 3,5 milliards de dollars supplémentaires pour l'éducation, la santé et autres dépenses sociales. Les limitations apportées à la couverture sociale du risque maladie suscitent plusieurs critiques : les frais de médicaments et de médecine ambulatoire relèvent en effet de plus en plus largement de la responsabilité individuelle. Or, les assurances privées étant chères, une part non négligeable de la population n'en souscrit pas.

## Profil

### Commerce extérieur

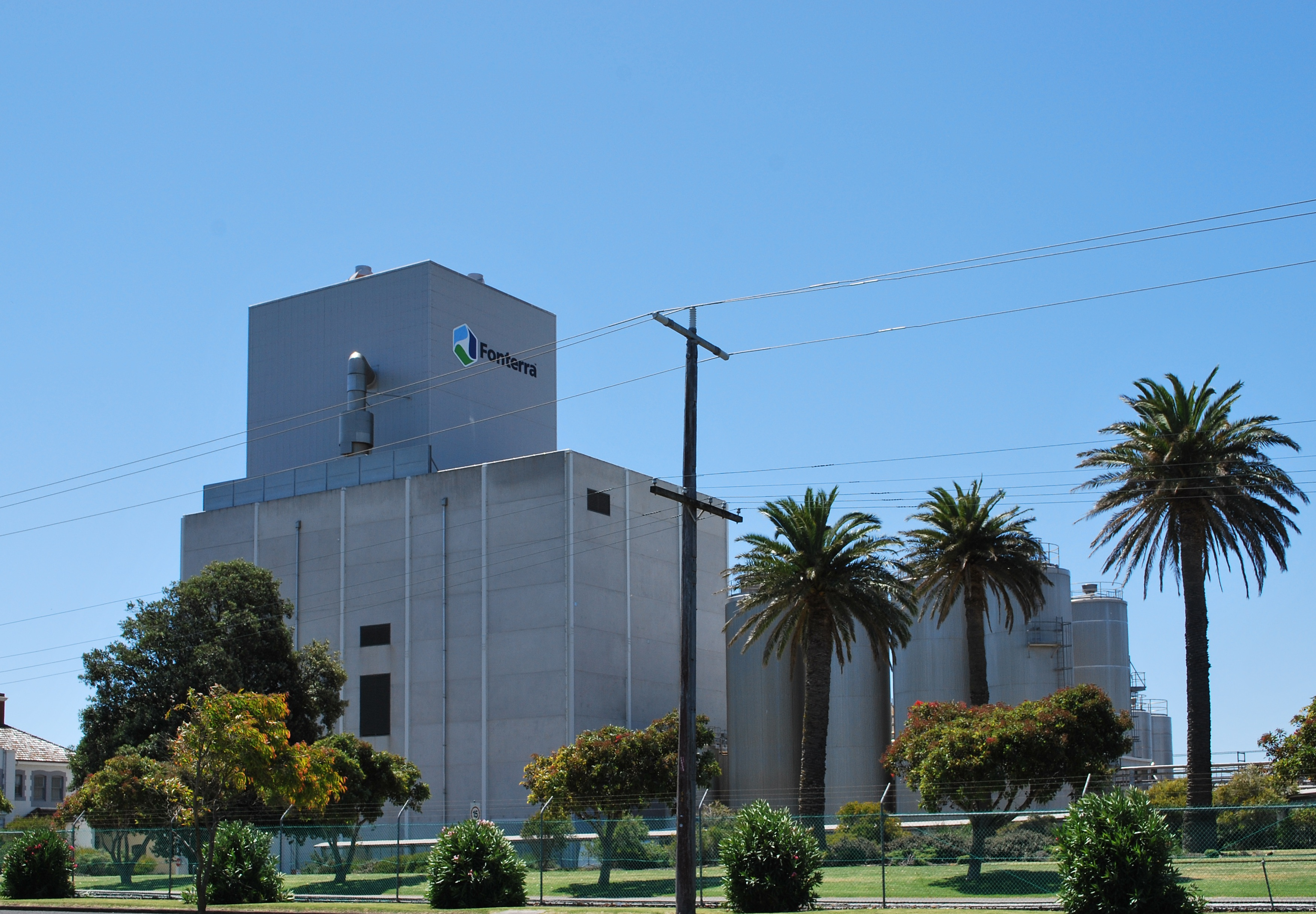
Une usine de la coopérative multinationale néo-zélandaise Fonterra à Dennington, Australie.

Aujourd'hui, l'économie néo-zélandaise est toujours tournée vers le commerce extérieur. Depuis 1983, le pays signe de nombreux traités de libre-échange :
- Closer Economic Relations (1983);
- New Zealand–China Free Trade Agreement (2008);
- Trans-Pacific Strategic Economic Partnership (2005);
- New Zealand and Singapore Closer Economic Partnership (2001) et Trans-Pacific Strategic Economic Partnership (2005);
- Trans-Pacific Strategic Economic Partnership (2005);
- Trans-Pacific Strategic Economic Partnership (2005);
- Malaysia–New Zealand Free Trade Agreement (2009);
- Hong Kong-New Zealand Closer Economic Partnership (2011)).

D'autres traités sont en négociation, notamment avec les États-Unis, le Pérou et le Vietnam en prolongement du Trans-Pacific Strategic Economic Partnership, le Japon, la Corée du Sud, l'Inde, la Russie, le Kazakhstan et la Biélorussie. Depuis 2006, les gouvernements successifs négocient avec le Conseil de coopération du Golfe. 

Le pays exporte essentiellement les produits de son agriculture, son horticulture, sa pêche, et ses forêts. En 2012, la Nouvelle-Zélande exporte près de 38 milliards de dollars américains, ce qui représente 23 % de son produit intérieur brut de la même année. Les produits laitiers sont la première source de revenus dans les exportations néo-zélandaises et représentent 26 % des exportations totales. 95 % de la production laitière nationale est exportée sous forme de lait en poudre, fromage, beurre et caséine. La plus grande entreprise néo-zélandaise, Fonterra, est une coopérative multinationale représentant 30 % des exportations mondiales de produits laitiers et génère 20 milliards de dollars néo-zélandais de bénéfices,. Le pays voit aussi ses exportations de vin augmenter à une vitesse fulgurante (en moyenne 24 % chaque année). La production viticole représente 1,5 milliard de dollar néo-zélandais et 16,500 emplois à plein temps. En l'absence totale de subventions gouvernementales, la Nouvelle-Zélande reste un leader du marché mondial de la viande. Les industries de ce secteur, notamment ovines et bovines, génèrent 8 milliards de dollars néo-zélandais en 2012,. Le pays exporte aussi 3,2 milliards de dollars néo-zélandais de bois, ce qui représente le troisième domaine d'exportations du pays.
Plus récemment, grâce à Peter Jackson, réalisateur néo-zélandais de la trilogie cinématographique Le Seigneur des Anneaux, le tourisme et l'industrie cinématographique néo-zélandaise ont connu une légère croissance d'activité.

#### Agriculture
En 2018, la Nouvelle-Zélande a produit 414 000 tonnes de kiwi (c'était le 3e producteur mondial). En outre, la même année, elle a produit 511 000 tonnes de pomme de terre, 453 000 tonnes de pomme, 426 000 tonnes de raisin, 379 000 tonnes d'orge, 371 000 tonnes de blé, 265 000 tonnes de maïs, 246 000 tonnes d'oignon, en plus de rendements plus faibles d'autres produits agricoles, tels que citrouille, tomate et carotte.

### Immobilier
Depuis aout 2018, les autorités néo-zélandaises interdisent aux étrangers d'acheter des biens immobiliers. Cette mesure vise à faire face à la crise du logement auquel le pays est confronté depuis plusieurs années et ayant rendu l'accès à la propriété difficile pour de nombreux Néo-Zélandais. Le prix de l'immobilier a augmenté de plus de 60% au cours des dix dernières années.